# Ambros Ebhart

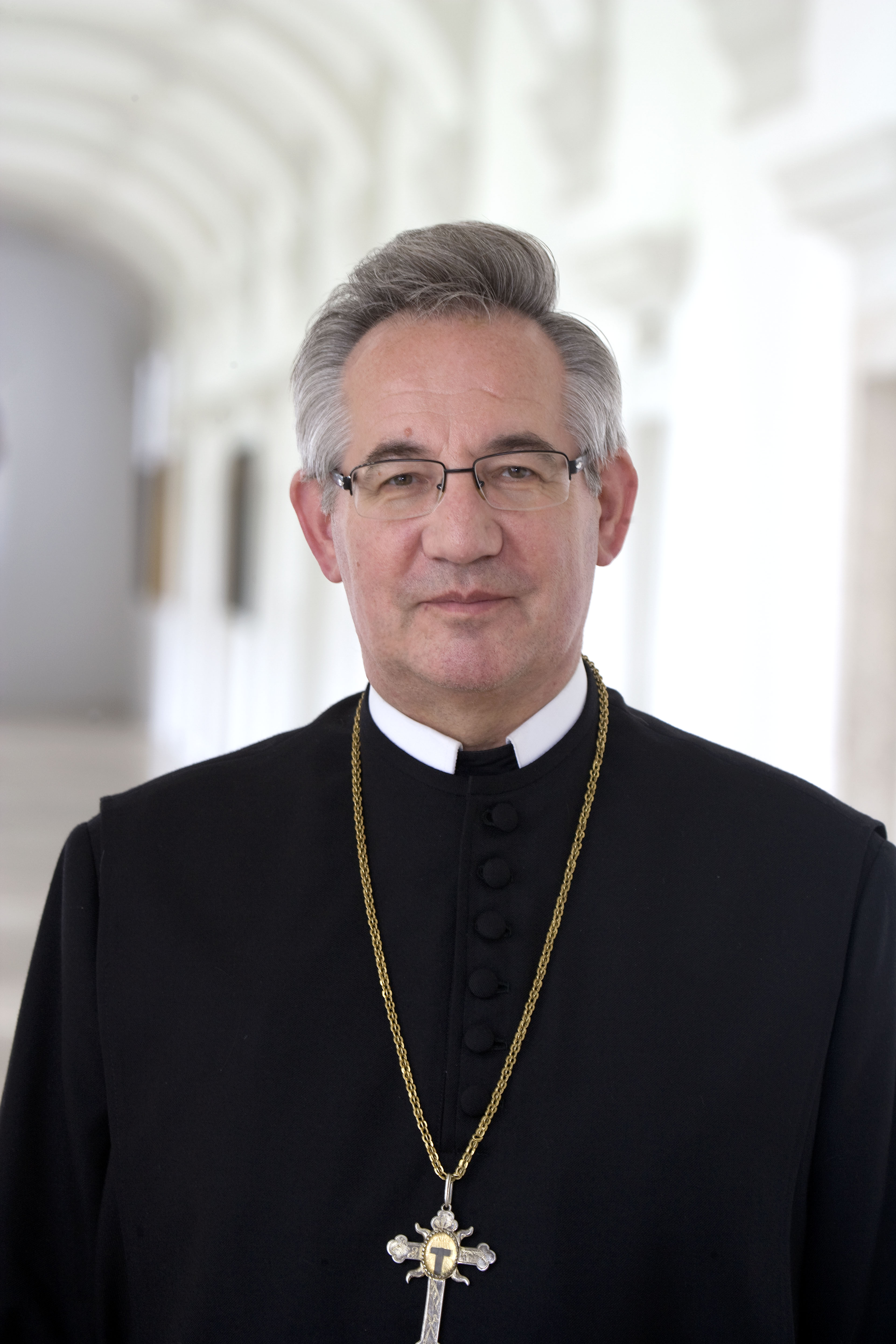
Ambros Ebhart, Abt des Stiftes Kremsmünster 2007–2025

Ambros Ebhart OSB (* 21. Juli 1952 in Heinreichs bei Weitra als Karl Ebhart) ist emeritierter Abt des Benediktiner-Stiftes Kremsmünster.

## Leben
Karl Ebhart besuchte zunächst die Volksschule Heinrichs, dann die Hauptschule Neuhofen und von 1963 bis 1971 das Stiftsgymnasium Kremsmünster. Nach der Matura begann er 1971 das Noviziat im Stift Kremsmünster, bei dem er den Ordensnamen Ambros erhielt.  Am 18. August 1972 legte er die Profess ab. Anschließend studierte er Philosophie und Katholischen Theologie in Salzburg. 1977 erwarb er den Magistergrad in Theologie. Am 11. Juli 1977 wurde er in Kremsmünster zum Priester geweiht.
Er wirkte danach als Kooperator in Vorchdorf (1977–1981), als Kaplan in Einsiedling (1978–1981), als Kooperator in Thalheim und zugleich Kaplan in Schauersberg (1981–1987). Von 1987 bis 1990 war er Kooperator, dann Pfarrer in Bad Hall.
Von 1994 bis 1997 war Ambros Ebhart Dekanatsjugendseelsorger des Dekanates Kremsmünster und seit 2000 Dechant des Dekanats Kremsmünster. 2005 wurde er Konventdelegierter zum Generalkapitel und dritter Assistent des Kongregationspräsidiums gewählt.
Am 2. März 2007 wurde er für zwölf Jahre vom Konvent zum Abt gewählt und am 1. April 2007 durch Bischof Richard Weberberger benediziert. Sein Wahlspruch lautete: Per ducatum evangelii („Unter der Führung des Evangeliums“, Benediktsregel, Prolog 21). Am 25. Jänner 2019 wurde er für weitere sechs Jahre wiedergewählt.
Er ist zudem Protektor des Stiftsgymnasiums Kremsmünster und war dort auch als Religionslehrer tätig.
Am 25. Jänner 2025 übergab er das Amt des Abtes an Bernhard Eckerstorfer.

## Auszeichnungen
- 2025: Silbernes Ehrenzeichen des Landes Oberösterreich[3]